# Mas Ordeig
Mas Ordeix és una masia eclèctica de les Masies de Voltregà (Osona) inclosa a l'Inventari del Patrimoni Arquitectònic de Catalunya.

## Descripció
Masia de planta rectangular, coberta a quatre vessants i amb torre de planta quadrada adossada a la part esquerra. Aquesta és construïda a base de còdols de riu i està coberta a quatre vessants. La finca està envoltada per jardins, l'accés a la casa és per sota un pont, damunt del qual hi ha unes galeries que comuniquen amb una gran terrassa, que al seu torn està situada damunt l'habitatge dels masovers i l'estança dels propietaris.
El portal d'entrada, de mig punt, és adovellat. Als seus laterals s'hi obren dues finestres rectangulars amb un parell de pilastres amb basa i capitell al seu interior, i més a l'esquerra un altre parell de finestres, en aquest cas més menudes i amb una decoració de pedres emmarcant-les. Al primer pis un balcó d'obertura allindada, amb dues finestres rectangulars flanquejant-lo i dues d'arc de mig punt a la part esquerra del mur, totes amb reixes de forja Les de les golfes són rectangulars i la barbacana també és decorada, a base de mosaics.
A la part dreta, en l’àmbit del primer pis, hi ha una glorieta.

## Història
Antic mas registrat en el fogatge de 1553, de la parròquia i terme de Sant Hipòlit. Aleshores habitava el mas Gabriel Ordeix.
La casa fou ampliada al segle XVII i XVIII. La reforma més important però fou la que es produí a mitjan segle XX en què l'arquitecte Josep Maria Pericas la va convertir en una casa de característiques senyorials.
El propietari actual, Francesc d'Assis Parés, ha estat gran col·leccionista d'antiguitats, de manera que actualment el mas Ordeix s'ha convertit en una mena de museu.